# ریچارد پاولوفسکی
ریچارد پاولوسکی (به لهستانی: Ryszard Pawłowski) کوهنورد، ارتفاع‌نورد و عکاس لهستانی

## زندگی
ریچارد پاولوسکی در ۲۴ ژوئن ۱۹۵۰ دیده به جهان گشود. وی عضو باشگاه کاوشگران است.
ریچارد بنیانگذر و مالک آژانس کوهنوردی پاتاگونیاست.
او از سال ۱۹۷۰ کوهنورد و مربی صعودهای آلپی و راهنمای کوهستان بوده‌است. او کوه‌های شمال وجنوب آمریکا، هیمالیا، آلپ، رشته کوه‌های قفقاز، رشته کوه‌های پامیر و تین شان (بین چین و قرقیزستان) را صعود کرده‌است.
او قله اورست را ۴ بار در ۱۳ می ۱۹۹۴، ۱۲ می ۱۹۹۵ ،۱۸ می ۱۹۹۹، ۲۰ می ۲۰۱۲ فتح کرده‌است.
وی با یرزی کوکوچکا، piotr pustelnik ,janusz majer ,krzysztof wielicki همنورد بوده.

## قله‌های صعود کرده
او ۹ قله ۸۰۰۰ متری را صعود کرده:
| قله ۸۰۰۰ متری |                                |               |                 |
| ۸۰۵۱          | قله برودپیک                    | ۱۴ ژوئیه ۱۹۸۴ | مسیر کلاسیک     |
| ۸۰۹۱          | قله آناپورنا                   | ۲۲ اکتبر ۱۹۹۱ | مسیر بونینگ تون |
| ۸۱۲۶          | قله نانگاپاربات                | ۲۴ اوت ۱۹۹۳   | مسیر کینشوفر    |
| ۸۸۴۸          | قله اورست                      | ۱۳ می ۱۹۹۴    | مسیر کلاسیک     |
| ۸۵۱۶          | قله لوتسه                      | ۱۱ اکتبر ۱۹۹۵ | مسیر کلاسیک     |
| ۸۸۴۸          | قله اورست                      | ۱۲ می ۱۹۹۵    | مسیر نورترن     |
| ۸۶۱۱          | قله کی۲ ‏                       | ۱۴ ژوئیه ۱۹۹۶ | برج شمالی       |
| ۸۰۸۰          | قله گاشربروم ۱‏                 | ۱۵ ژوئیه ۱۹۹۷ | مسیر کلاسیک     |
| ۸۰۳۵          | قله گاشربروم ۲ ‏                | ۲۰ ژوئیه ۱۹۹۷ | مسیر کلاسیک     |
| ۸۸۴۸          | قله اورست                      | ۱۸ می ۱۹۹۹    | مسیر نورترن     |
| ۸۲۰۱          | قله چوایو                      | ۴ اکتبر ۲۰۰۰  |                 |
| ۸۰۱۳          | قله شیشاپانگما                 | ۱ اکتبر ۲۰۰۱  |                 |
| ۸۰۳۵          | قله گاشربروم ۲ ‏                | ۲۶ ژوئیه ۲۰۰۳ |                 |
| ۸۲۰۱          | قله چوایو                      | ۳ می ۲۰۰۵     |                 |
| ۸۸۴۸          | قله اورست                      | ۲۰ می ۲۰۱۲    |                 |
| سایر قلل      |                                |               |                 |
|               | کوه تِز- کوه‌شان                 | ۱۹۷۷          |                 |
| ۷۴۹۵          | قله اسماعیل سامانی (تاجیکستان) | ۱۹۸۱          |                 |
|               | لانتانگ لیرونگ                 | ۱۹۸۲          |                 |
|               | پوموری Pumo Ri (نپال- تبت)     | ۱۹۸۳          |                 |
| ۴۷۱۰          | اوشبا (قفقاز)                  | ۱۹۸۷          |                 |
| ۳۳۵۹          | فیتزروی (پاتاگونیا)            | ۱۹۸۸          |                 |
|               | آمادابلام                      | ۱۹۹۲          |                 |
|               | تورس دل پین (پاتاگونیا)        | ۱۹۹۷          |                 |

## راهنمای کوهستان
- آمادابلام ۱۸ بار
- آکونکاگوا (آمریکای جنوبی- آرژانتین) ۱۷ بار
- مَک کینلی (آمریکای شمالی- آلاسکا) ۹ بار
- ایمجاتسه (ایسلند پیک) ۵ بار
- پوموری (۷۱۶۱ نپال) ۲ بار